# واترلو (آلاباما)
واترلو (به انگلیسی: Waterloo) شهرکی در شهرستان لودردیل ایالت آلاباما است که مساحت آن ۲٫۰۸ کیلومترمربع است و در سرشماری سال ۲۰۱۰ میلادی، ۲۰۳ نفر جمعیت داشته و تراکم جمعیتی آن، ۹۷٫۶ نفر در کیلومترمربع بوده است.